# Ахмед Абдель Кадер
Ахмед Мохамед Абделькадер Радван (араб. أحمد محمد عبد القادر رضوان), також відомий як Ахмед Абдель Кадер, (араб. أحمد عبد القادر, нар 23 травня 1999, Каїр) — єгипетський футболіст, півзахисник «Аль-Аглі».

## Клубна кар'єра
Абдель Кадер є вихованцем одного з найкращих клубів клубу Єгипту «Аль-Аглі». У лютому 2018 року перейшов у празьку «Спарту». У сезоні 2018/19 провів 21 матч у Юніорській лізі, забив 5 голів. На сезон 2019/20 він був включений до складу резервної команди «Спарти», що грала у третьому дивізіоні країни. Дебютував у цій команді 18 серпня 2019 року в матчі 2-го туру чемпіонату проти клубу «Кралув Двур», коли на 82-й хвилині замінив Радіма Прокопеца. У наступному турі, зіграному проти «Бенешова», він відіграв на 10 хвилин більше. А 8 вересня африканець вийшов в основному складі резерву «Спарти» в 5-му турі проти карловарської «Славії» і відіграв весь матч. Свій четвертий і останній матч за команду він зіграв 20 жовтня проти «Пісека», коли знову вийшов на останні 20 хвилин. Це був останній раз, коли він грав за резервну команду «Спарти», і наприкінці сезону він повернувся до рідного «Аль-Аглі».
У листопаді 2020 року він відправився в однорічну оренду в клуб «Смуха». З січня він регулярно виходив у стартовому складі, загалом забив 9 голів у 27 матчах.
Повернувшись до «Аль-Аглі», 27 жовтня 2021 року він дебютував у чемпіонаті за рідну команду, вийшовши на поле у другому таймі 1-го туру проти «Ісмайлі», у цьому ж матчі забив свій перший гол. У грудні 2021 року Ахмед виграв з командою свій перший трофей, Суперкубок КАФ, а у жовтні наступного — Суперкубок Єгипту. Крім того Ахмед був учасником клубного чемпіонату світу 2020 року, на якому забив один гол і став бронзовим призером.

## Досягнення

### Клубні
- Чемпіон Єгипту (1):

«Аль-Аглі»: 2022—2023
- Володар Кубка Єгипту (1):

«Аль-Аглі»: 2021—2022
- Володар Суперкубка Єгипту (3):

«Аль-Аглі»: 2021, 2022, 2023
- Володар Суперкубка КАФ (1):

«Аль-Аглі»: 2021 (грудень)
- Переможець Ліги чемпіонів КАФ (1):

«Аль-Аглі»: 2022—2023